# Andreas Lang
Andreas Lang, född 1 september 1996, är en svensk handbollsspelare som spelar för SønderjyskE Håndbold. Han är vänsterhänt och spelar som högernia.

## Karriär
Lang deltog i U21-VM 2017 i Algeriet, där Sverige slutade på 15:e plats. Han debuterade i A-landslaget i januari 2022 i en träningslandskamp mot Nederländerna inför EM, detta efter att några i truppen testat positivt för Covid-19 och ersättare inkallades.